# Polybetes punctulatus
Polybetes punctulatus är en spindelart som beskrevs av Cândido Firmino de Mello-Leitão 1944. 
Polybetes punctulatus ingår i släktet Polybetes och familjen jättekrabbspindlar. Inga underarter finns listade i Catalogue of Life.